# AFAG
AFAG (≈ Allgemeine Flensburger Autobusgesellschaft) er et trafikselskab, der fra 1925 og op til 2017 har stået for en del af den kollektive bustrafik i Flensborg.  
Trafikselskabet blev etableret i 1925 som andelsvirksomhed. Samme år blev de første to buslinjer åbnet. Linjerne gik fra kredsbanegården og statsbanegården til Fredshøj. I årene 1926 til 1928 blev aktiviterne udvidet med rutebiltrafik i blandt andet Angel og Egernførde. I 1932 gik andelsvirksomheden konkurs og selskabet måtte genstarte med et nyt virksomhedsmodel. 
Fra 1961 og op til 2017 drev  AFAG bybusser inden for kommunens grænser. AFAGs rutebillinjer i Angel blev derimod salgt til den tyske post. I 1971 dannede AFAG med Flensborgs kommunale værker et trafikfælleskab, hvilket førte til enkelte linjeændringer og tarifharmoniseringer. 1976 fulgte et nyt fælles linjekoncept for hele byen. I 1988 stiftede omådets trafikselskaber et nyt trafikforbund både for byen Flensborg og Slesvig-Flensborg kreds (Verkehrsgemeinschaft Schleswig-Flensburg). 1996 åbnedes den nye centrale busstation ved Søndergaardender. I 2017 blev bybus-linjerne overtaget af AktivBus.